# Солов'їхинська сільська рада
Солов'ї́хинська сільська рада (рос. Соловьихинский сельский совет) — сільське поселення у складі Петропавловського району Алтайського краю Росії.
Адміністративний центр та єдиний населений пункт — село Солов'їха.

## Населення
Населення — 619 осіб (2019; 766 в 2010, 865 у 2002).